# Nordhavn
 (janvier 2025).

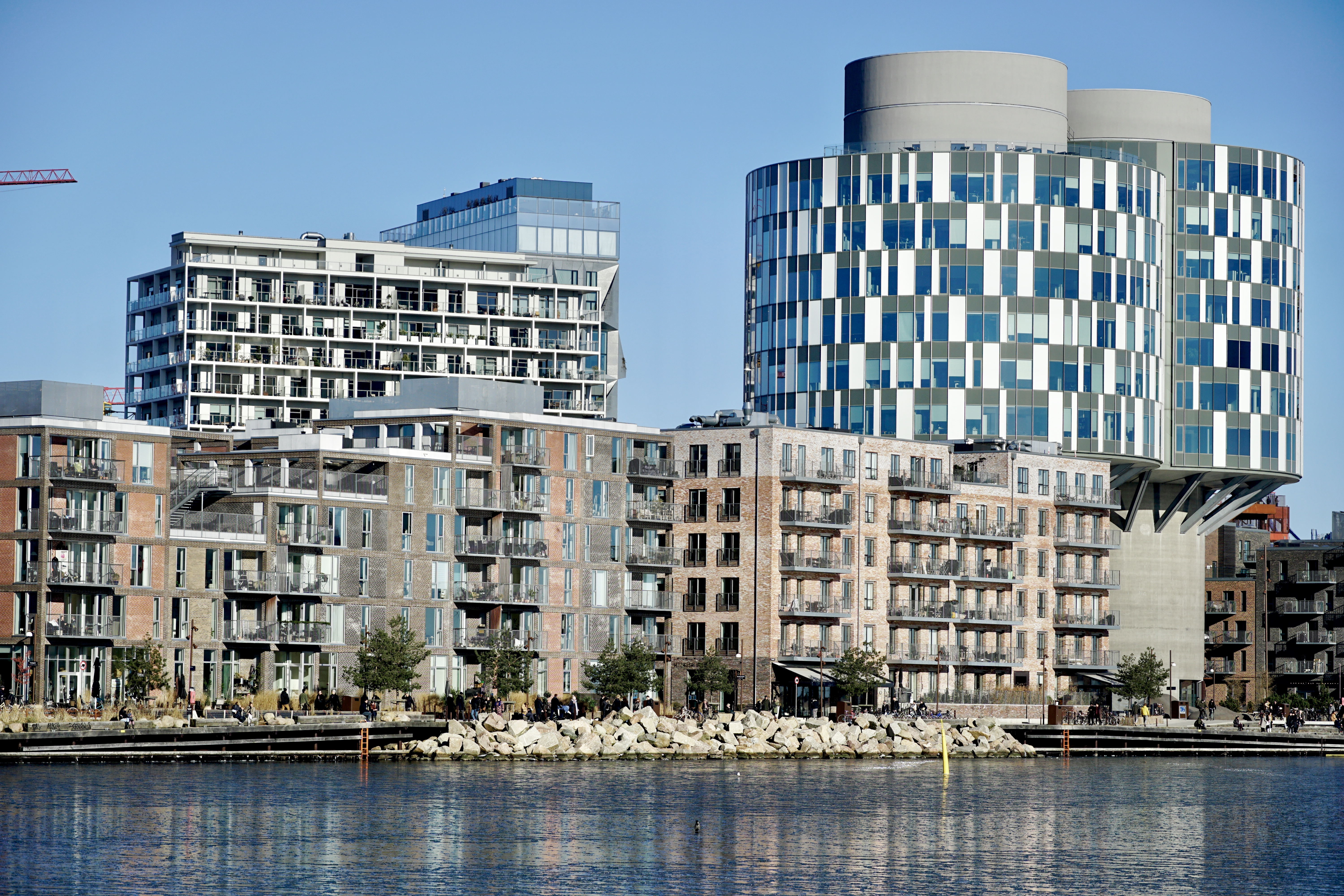
Nordhavn

Nordhavn (ou port nord) est un quartier de Copenhague, développé autour de l'industrie portuaire située dans la partie nord du port de la ville.

## Histoire
Le développement progressif de Nordhavn a commencé à la fin du XIXe siècle. L'augmentation du trafic maritime et l'expansion industrielle ont accru la demande de terrains près du port. Le Bassin Nord a été construit entre 1885 et 1890. Le port franc a été aménagé entre 1891 et 1894 afin de maintenir Copenhague comme un port attractif, bien que la construction du canal de Kiel ait fait de Hambourg une ville portuaire concurrente par rapport à la mer Baltique. Le Bassin Nord, Redmolen et Sundmolen ont été aménagés entre 1915 et 1918.

## Développement
En 2005, la municipalité de Copenhague et le gouvernement ont conclu un accord sur le développement de Nordhavn. Par la suite, un concours international a été lancé en 2008 sur la ville durable du futur, concrétisé depuis par une stratégie de développement pour la zone. Au printemps 2013, les premières constructions résidentielles concrètes ont commencé dans le quartier d’Århusgade.
By & Havn prévoit de construire au total 350 000 mètres carrés de logements et d'espaces commerciaux dans le quartier d’Århusgade.
Les recettes provenant de la vente de terrains dans la zone de Nordhavn contribuent au financement de l'expansion du métro.
La pointe nord du quartier a été agrandie de 100 hectares sur la met, permettant ainsi de déplacer le port à conteneurs actuel plus loin des zones résidentielles de transformer l'ancien port à conteneurs en une nouvelle zone résidentielle. Un nouveau terminal pour les croisières a été construit, avec une capacité pour trois navires de croisière simultanément.
En 2013, Post Danmark a attribué à Nordhavn son propre code postal : 2150 Nordhavn.

## Transports
Le quartier est desservi par la gare de Nordhavn.
Depuis 2020, le quartier est également desservi plusieurs stations de la ligne 4 du métro de Copenhague : Nordhavn et Orientkaj. La ligne 4 devrait être prolongée au nord pour soutenir le développement urbain futur du quartier.